# Ishido Keita
Ishido Keita (sinh ngày 4 tháng 6 năm 1992) là một cầu thủ bóng đá người Nhật Bản.

## Sự nghiệp câu lạc bộ
Ishido Keita hiện đang chơi cho Fukushima United FC.